# Мирный (Красноармейский район, Краснодарский край)
Мирный — посёлок в Красноармейском районе Краснодарского края.
Входит в состав Октябрьского сельского поселения.

## География

### Улицы
- ул. Дружбы,
- ул. Комсомольская,
- ул. Полевая,
- ул. Светлая,
- ул. Северная,
- ул. Чекунова,
- ул. Школьная.

## Население
| 2002 | 2010 |
| ---- | ---- |
| 651  | ↗695 |